# Pachystegia rufa
Pachystegia rufa là một loài thực vật có hoa trong họ Cúc. Loài này được Molloy mô tả khoa học đầu tiên năm 1987.